# Wenno
Wenno (von Rohrbach), también conocido como Winno, Vinno y Winne, fue el primer maestre (herrmeister) de los Hermanos Livonios de la Espada desde 1204 hasta 1209.
Nacido en Kassel, Naumburg, Alemania, Wenno murió de un hachazo en una trifulca con un caballero llamado Wickbert por un motivo que se desconoce y por el que el mencionado caballero fue condenado a muerte. Le sucedió como maestre en la orden militar, Volquin Schenk.